# Арахисовый соус
Арахисовый соус (англ. satay sauce; малайск. kuah kacang, kuah sate; индон. bumbu kacang, sambal kacang; филипп. sarsa ng mani, pecel) — соус, приготовленный из обжаренного молотого или цельного жареного арахиса, широко используемый в кухнях всего мира.
Арахисовый соус подаётся с курицей, мясом и овощами. Его используют для жареного на гриле мяса, шашлыка, в частности, для азиатского сате; им поливают овощи в качестве приправы к салату, например, в гадо-гадо, или подают в качестве соуса для обмакивания.

## Ингредиенты
Основным ингредиентом является молотый жареный арахис, заменой которого может служить арахисовая паста (масло). Существует немало различных рецептов приготовления соусов из арахиса, что приводит к разнообразию вкусов, текстур и консистенции.
Типичный рецепт обычно содержит молотый жареный арахис или арахисовую пасту (однородную или с крупинками), кокосовое молоко, соевый соус, тамаринд, калган, чеснок и специи (такие как семена кориандра или тмин). Другими возможными ингредиентами являются перец чили, сахар, жареный лук и лемонграсс. Текстура и консистенция арахисового соуса во многом зависит от количества содержащейся в нём воды.
В западных странах широко доступное арахисовое масло часто используется в качестве основного ингредиента для приготовления арахисового соуса. Вместе с тем, для аутентичности некоторые рецепты могут настаивать на приготовлении жареного молотого арахиса с нуля, используя традиционную каменную ступку и пестик для измельчения, чтобы получить желаемую текстуру, зернистость и землистый аромат арахисового соуса.

## Разновидности

### Индонезия
Одной из основных характеристик индонезийской кухни является широкое применение Bumbu kacang (арахисовый соус) во многих индонезийских фирменных блюдах, таких как сате, гадо-гадо, karedok, кетопрак, роджак, и pécel. Его используют как ингредиент при приготовлении мяса или овощей, в качестве соуса для окунания, такого как sambal kacang (смесь молотого чили и жареного арахиса) для блюд отак-отак или ketan, а также в качестве приправы к овощам.
Привезённый из Мексики португальскими и испанскими купцами в 16-м веке арахис, в индонезийской кухне стал популярным ингредиентом для соуса. Растение хорошо произрастало в тропическом климате Юго-Восточной Азии, и сегодня арахис широко встречается жареным и мелко нарезанным в самых разнообразных блюдах, а также в маринадах и соусах для окунания. Арахисовый соус достиг своей изысканности в местной кухни, с тонким балансом вкуса, полученным благодаря сочетанию различных ингредиентов в многочисленных рецептах арахисового соуса. Секрет хорошего арахисового соуса в том, чтобы он был «не слишком густой и не слишком водянистый». Индонезийский арахисовый соус менее сладкий, чем тайский.

### Нидерланды

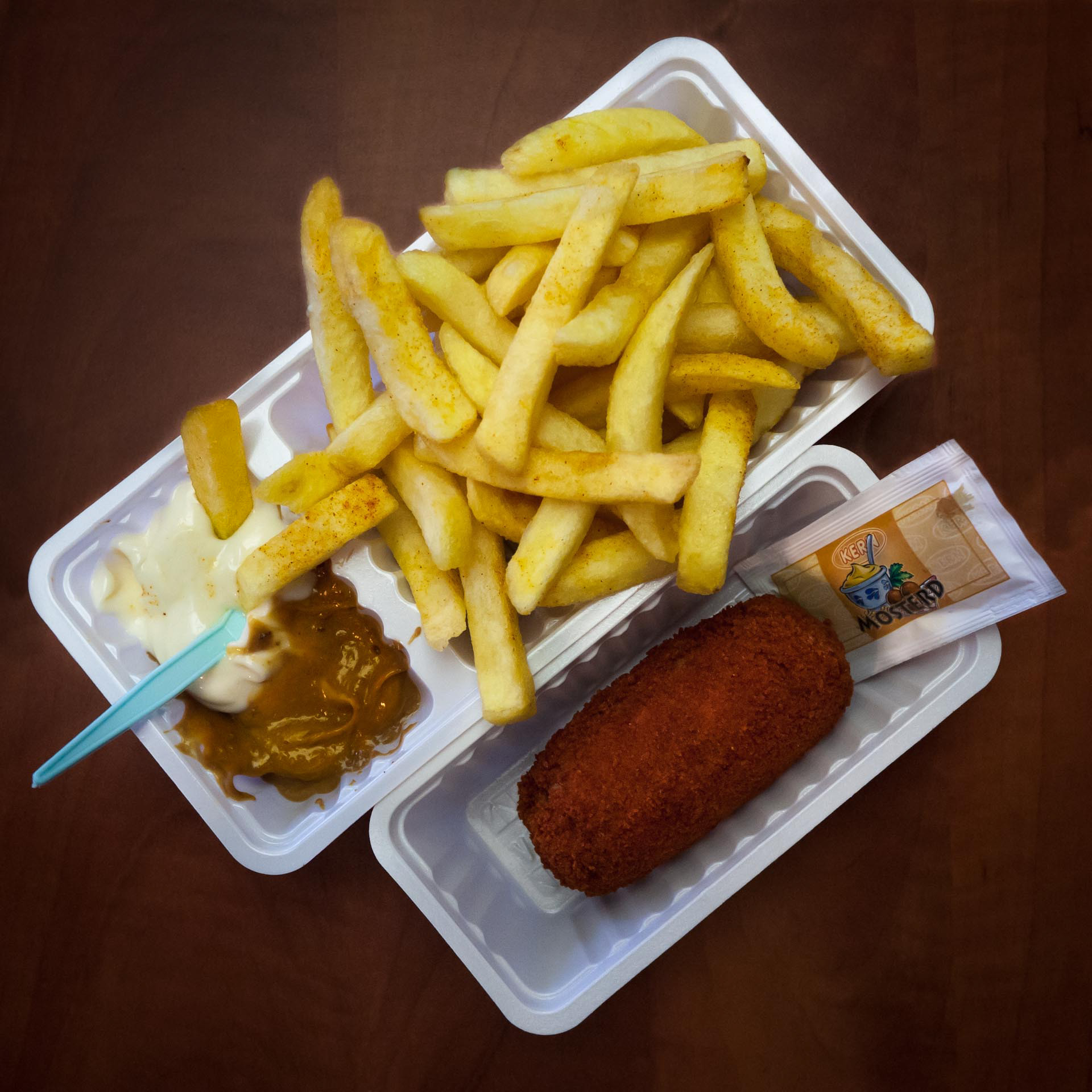
Нидерландский patatje oorlog с арахисовым соусом

Нидерландская кухня обогатилась арахисовым соусом благодаря владениям этой страны в Юго-Восточной Азии. Помимо того, что он используется выходцами из Индонезии, соус попал в чисто голландский контекст, когда его едят, например, во время барбекю (не в азиатском стиле) или с картофелем фри. Популярное сочетание в голландских заведениях быстрого питания — картофель фри с майонезом и арахисовым соусом (часто с сырым нарезанным луком), называемый «Patat Oorlog». Арахисовый соус также едят с багетом, хлебом, огурцом или картофелем . Он также используется в качестве ингредиента во фритюре под названием Satékroket, крокеты с рагу наподобие индонезийских сате.

### Китай
В китайской кулинарии соус часто используется для жареного мяса. Другое использование — соус для обмакивания или ингредиент для блюд типа hot pot („горячий горшок“», блюда, приготовленные в кипящем бульоне). Также арахисовый соус подают с лапшой dan dan.

### Сингапур
В Сингапуре арахисовый соус используется не только как соус для сате. Его также едят с рисовой вермишелью, блюдом, известным как satay bee hoon.

### Вьетнам
Во Вьетнаме его называют tương đậu phộng и используют в блюде Món cuốn, это роллы из листьев, наподобие голубцов, с различными начинками.

### Индия
В Южной Индии арахисовый чатни (острый ореховый соус) подается на завтрак вместе с лепёшками идли, блинчиками доса. Вариации включают острый palli chutney в штате Андхра-Прадеш и kadalai chutney в Тамилнаде.

### Мексика
В составе мексиканского арахисового соуса свиной жир или кукурузное масло, помидоры, лук, чеснок, куриный бульон, перец анчо, корица, соль.